# Tweede Kamerverkiezingen in het kiesdistrict Zwolle (1848-1850)
Tweede Kamerverkiezingen in het kiesdistrict Zwolle (1848-1850) geeft een overzicht van verkiezingen voor de Nederlandse Tweede Kamer in het kiesdistrict Zwolle in de periode 1848-1850.
Het kiesdistrict Zwolle werd ingesteld na de grondwetsherziening van 1848. Tot het kiesdistrict behoorden de volgende gemeenten: Avereest, Dalfsen, Hasselt, Nieuwleusen, Staphorst, Zalk en Veecaten, Zwolle en Zwollerkerspel.
Het kiesdistrict Zwolle vaardigde in dit tijdvak per zittingsperiode één lid af naar de Tweede Kamer. 
Legenda
- vet: gekozen als lid van de Tweede Kamer.

## 30 november 1848
De verkiezingen werden gehouden na ontbinding van de Tweede Kamer, na inwerkingtreding van de herziene grondwet.
|                            | 30 november |
| -------------------------- | ----------- |
| Kiesgerechtigden           | 834         |
| Opkomst                    | 681         |
| Geldige stemmen            | 681         |
| Blanco stemmen             | 0           |
| Kandidaten                 |             |
| B.W.A.E. Sloet tot Oldhuis | 600         |
| J. Zeehuizen               | 49          |
| P.M. van Goens             | 9           |

## Voortzetting
In 1850 werd het kiesdistrict Zwolle omgezet in een meervoudig kiesdistrict waaraan een gedeelte werd toegevoegd van de opgeheven kiesdistricten Harderwijk (de gemeenten Doornspijk, Elburg, Hattem, Heerde, en Oldebroek) en Kampen (de gemeenten Genemuiden,  Grafhorst, Kampen, Kamperveen, Schokland, Wilsum en IJsselmuiden), alsmede een gedeelte van het kiesdistrict Deventer (de gemeenten Heino, Hellendoorn, Olst, Raalte en Wijhe). De gemeente Staphorst werd ingedeeld bij het nieuw ingestelde kiesdistrict Steenwijk.